# Communication d'influence
 (décembre 2018).
Si vous disposez d'ouvrages ou d'articles de référence ou si vous connaissez des sites web de qualité traitant du thème abordé ici, merci de compléter l'article en donnant les références utiles à sa vérifiabilité et en les liant à la section « Notes et références ».

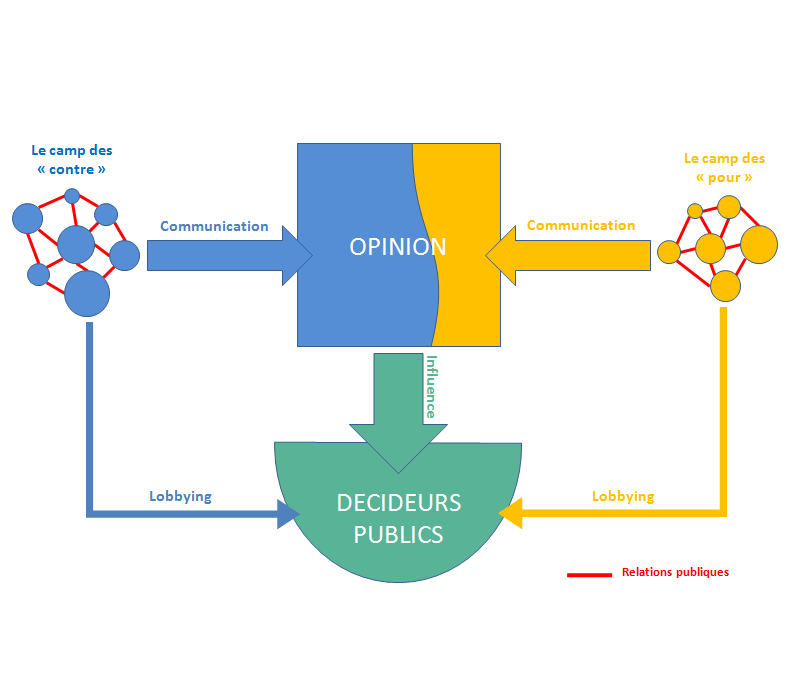
Représentation schématique de la communication d'influence

La communication d'influence désigne un ensemble de procédés qui visent à susciter, infléchir, légitimer ou empêcher des décisions publiques dans le but de promouvoir ou de défendre les intérêts commerciaux ou idéologiques d'une organisation, en utilisant comme principal levier d'action l'influence de l'opinion publique. 
La communication d'influence se distingue du lobbyisme à deux titres : 
- alors que la cible du lobbyisme est toujours le décideur politique, la communication d'influence peut quant à elle être exercée pour le compte de décideurs politiques afin de créer dans l'opinion publique un climat favorable à certaines décisions ;
- lorsqu'elle vise à influencer les décideurs politiques, la communication d'influence adopte, contrairement au lobbyisme, une démarche indirecte qui consiste à agir sur l'opinion publique, considérant que celle-ci pèse fortement sur les choix politiques.

## Origine et fondements
Dès l'Antiquité, les principes de la communication d'influence furent théorisés par les Grecs, avec l'invention de la rhétorique. Au Ve siècle av. J.-C., les traités de Platon (Gorgias) et d'Aristote (Poétique et Rhétorique) y furent consacrés. Au Ier siècle av. J.-C., à la demande du sénateur Brutus, Cicéron alla plus loin dans l'étude de ces méthodes dans L'orateur. Plus tard, au XVIIe siècle, le Vatican met en place une organisation exclusivement destinée à la conquête des esprits et des cœurs dans une logique de propagation de la foi catholique : la Congrégation de Propaganda Fide est créée en 1622 par le Pape Grégoire XV. À la fin du XIXe siècle et dans la première partie du XXe siècle, le développement des médias de masses conjugué à la naissance des sciences sociales favorise l'étude des méthodes et des procédés destinés à fabriquer le consentement public par la communication. Né en 1891 en Autriche, Edward Bernays, neveu de Sigmund Freud, utilisa la théorie psychanalytique de son oncle et les études sur la psychologie des foules de Gustave Le Bon pour créer ce qu'il appela les relations publiques, ou l'art de manipuler l'opinion des peuples.

## Mutations
Depuis les années 2000, l'émergence des nouvelles technologies de l'information et de la communication (NTIC) suscite une appropriation sociale des moyens de communication. Les modalités du débat démocratique s'en trouvent profondément modifiées. Il devient impossible pour un pouvoir de maîtriser l'ensemble des canaux et des flux de communication. Ce bouleversement modifie les processus de décision publique, de plus en plus soumis aux courants d’opinion, stimulés par des « leaders d’opinion » (ONG, lobbys, laboratoires d'idées, personnalités, experts, journalistes, blogueurs…). À la conception ancienne et verticale du pouvoir en démocratie, fondée sur l’autorité de l’État, légitimé ou sanctionné périodiquement par le vote des citoyens, se substitue un modèle démocratique où l’opinion s’exprime en permanence et pèse sur les décisions politiques. François-Bernard Huyghe définit cette évolution comme le passage de l’ère de la propagande à celle de l’influence.
Dans un tel contexte, il devient difficile d’imposer des dogmes. Le pouvoir consiste donc plutôt à imposer des priorités politiques. Cela est vrai pour :
- les entreprises qui souhaitent créer un contexte législatif et réglementaire favorable au développement de leur activité ;
- les porteurs d’intérêts idéologiques qui veulent faire avancer leur cause en imposant des normes idéologiques (soft law) susceptibles  de devenir des normes juridiques (hard law) ;
- les gouvernements qui souhaitent faire accepter leurs mesures politiques par l’opinion publique.

C’est pour répondre à ces besoins que se développe la communication d’influence, souvent appelée public affairs dans le monde anglo-saxon. Plus récemment, le modèle se transpose en France, avec des agences qui intègrent directement ce terme dans leur nom commercial.

## Pratique de la communication d’influence
La communication d’influence est essentiellement pratiquée par des agences spécialisées, pour le compte d’organisations publiques ou privées. Si cette pratique est très répandue aux États-Unis, l’Europe accuse un certain retard. En France, les services en communication d’influence sont proposés par deux types d’agences :
- des agences de communication pluridisciplinaires qui proposent, entre autres, des prestations  de conseil en « affaires publiques » ou en « communication d’influence » ;
- des agences spécialisées, exclusivement dédiées à la communication d’influence.

Il est à noter que la pratique de la communication d’influence a de plus en plus recours aux techniques de l’intelligence économique, dans la préparation des opérations d’influence.
La concentration des médias porte en elle le germe du journalisme de préfecture, d'une homogénéisation (on parle parfois de pensée unique) et d'une perte du pluralisme de l'information.
D'après de récentes études, Internet est le média ayant le plus d'impact dans le processus d'achat, et donc d'action, des consommateurs. Internet est ainsi devenu le vecteur privilégié pour des opérations d'influence.

## Cartographie d'influence
La cartographie d'influence désigne l’usage intentionnel de cartes qui sélectionnent, exagèrent ou déforment certains éléments géographiques, tels que les frontières, les proportions, les symboles ou les légendes, afin de transmettre un message ou d’exercer une influence persuasive. Cette notion est notamment appliquée par les critiques de la projection de Mercator. 
Selon Fara Ndiaye, directrice adjointe de l’organisation Speak Up Africa, cette projection « grossit artificiellement l'Europe et l'Amérique du Nord, tout en réduisant la taille de l'Afrique d'environ la moitié […] », ce qui, selon elle, influence les programmes scolaires et les représentations médiatiques. La projection est ainsi jugée comme étant eurocentrique. 
Face à ce constat, Africa No Filter et Speak Up Africa, deux organisations africaines de plaidoyer, ont lancé le 7 avril 2025 la campagne « Correct the Map » afin d'appeler les instances internationales à adopter la projection Equal Earth, jugée plus réaliste. En août 2025, l'Union africaine apporte son soutien officiel à la campagne